# Ichthyophis laosensis
Ichthyophis laosensis és una espècie d'amfibis gimnofions de la família Ichthyophiidae. És endèmica de Laos. El seu hàbitat natural inclou boscos tropicals o subtropicals secs a baixa altitud, montans secs, rius, corrents intermitents d'aigua, plantacions, jardins rurals, zones prèviament boscoses ara molt degradades, terres d'irrigació, i terra cultivable inundada per estacions.